# Chad Gilbert
Chad Everett Gilbert (ur. 9 marca 1981 w Coral Springs) – amerykański muzyk, gitarzysta i producent muzyczny. Jest członkiem i założycielem zespołu o nazwie New Found Glory. Jest także wokalistą zespołu International Superheroes of Hardcore, jak również byłym wokalistą zespołu punk/hardcore Shai Hulud w latach 1995 i 1998. Gilbert niedawno założył własny poboczny projekt o nazwie What's Eating Gilbert?. Utwory z tego projektu zamieszcza na własnej stronie internetowej.
Chad niedawno rozpoczął produkcję płyt m.in. takich zespołów jak: H2O i A Day to Remember.

## Życie osobiste
W dniu 26 stycznia 2010 r., Chad zamieścił informację o podejrzeniu o raka tarczycy i planowanej operacji. Cztery dni później, Chad ogłosił na Twitterze, że operacja zakończyła się sukcesem i komórki rakowe nie zostały znalezione.
Chad Gilbert był w związku z Hayley Williams, wokalistką zespołu rockowego Paramore. 20 stycznia 2016 roku Hayley i Chad pobrali się. 1 lipca 2017 para ogłosiła rozstanie.
Aktualnie jest narzeczonym Lisy Cimorelli z zespołu Cimorelli. Oświadczył się 17 grudnia 2019 roku.

## Dyskografia

### Shai Hulud
- 1997: A Profound Hatred of Man (EP)
- 1997: Hearts Once Nourished with Hope and Compassion
- 1998: The Fall of Every Man (Split EP)

### New Found Glory
- 1997: It’s All About The Girls (EP)
- 1999: Nothing Gold Can Stay
- 2000: From the Screen to Your Stereo (EP)
- 2000: New Found Glory
- 2002: Sticks and Stones
- 2004: Catalyst
- 2006: Coming Home
- 2007: From the Screen to Your Stereo Part II
- 2008: Hits
- 2008: Tip of the Iceberg (EP)
- 2009: Not Without a Fight
- 2011: Radiosurgery

### International Superheroes of Hardcore
- 2008: Takin’ it Ova!
- 2008: HPxHC (EP)

### Hazen Street
- 2004: Hazen Street

### Inne
- wokal Fall Out Boy „I Slept With Someone in Fall Out Boy and All I Got Was This Stupid Song Written About Me”.
- gitara Fall Out Boy „The Take Over, the Breaks Over”
- wokal Throwdown „The Only Thing” z albumu Haymaker
- wokal Set Your Goals' „Our Ethos: A Legacy to Pass On” z albumu This Will Be the Death of Us

## Produkcja muzyczna
- 2008: H2O – Nothing to Prove
- 2009: A Day to Remember – Homesick
- 2009: Fireworks – All I Have To Offer Is My Own Confusion
- 2010: The Dear & Departed – Chapters
- 2010: Terror (band) – Keepers Of the Faith
- 2010: A Day to Remember – What Separates Me from You